# Кітабський район
Кітабський район (узб. Китоб тумани, Kitob tumani) — район у Кашкадар'їнській області Узбекистану. Розташований на північному сході області. Утворений 29 вересня 1926 року. Центр — місто Кітаб.